# 宁夏中卫寺口风景旅游区
寺口古称北海，位于中國宁夏回族自治区中卫市沙坡头区宣和镇南20公里处，面积约10平方公里，是国家AAA级旅游景区。